# Azela Robinson
Azela Jacqueline Robinson Cañedo (Londres, 26 de agosto de 1965) é uma atriz britânica-mexicana de telenovelas. Filha de mãe mexicana e pai inglês, assim sua educação foi em terras britânicas, mas segundo suas próprias palavras, quando teve liberdade de decisão foi viver na Cidade de México. Azela foi casada com o ator peruano Roberto Ballesteros, com quem trabalhou em várias telenovelas.

## Biografia
Azela Robinson estudou como toda profissional se preparou para realizar o melhor possível seu trabalho e por ele realizou estudos em Londres, Old Vin Drama Workshop (1980 - 1982) e pouco depois, se inscreveu no National Theatre Workshop (1982 - 1983). Anos mas tarde, teve que deixa seu país e sua família para buscar novas oportunidades de emprego.
Chegou ao México, onde ela participou em várias telenovelas como: "El árbol vacío" em 1991; "Mátalos Johnny" em 1991; "Tiempo de llorar" em 1996; "La joya más preciada" em 1997; "La última esperanza" em 1993; "Pobre niña rica" em 1995; Cañaveral de pasiones em 1996; La usurpadora em 1998 onde atuou com Gabriela Spanic; Laberintos de pasión em 1999; Mi destino eres tú em 2000; El Manantial em 2001 também com grande repercussão atuando com Adela Noriega; La Otra em 2002 e em 2003 participou em Bajo la misma piel ao lado de Kate del Castillo, Juan Soler, Diana Bracho e Alejandro Camacho.
A televisão não é o único meio em que a atriz se envolveu pois também incursionou no em várias peças de teatro e no cinema.
Algumas das obras de teatro que ela trabalhou se encontram: "Todos a la Piscina" em 1991; "Trilogía amorosa" em 1993; "Cena de matrimonios" em 1994; "Quién le teme a Virginia Wolf" em 1995 e "La casa de Bernarda Alba" porforam apenas algumas delas. Azela também tem muitas passagens em filmes foram mas de 40 entre eles estão: "Pelea de colosos" em 1993; "Cuentos de suspenso" em 1992; "De entre las sombras" em 1993; "Entre el amor y la muerte" em 1994; "La dama de la noche" en 1994; "El extensionista" em 1991; "Los insepultos" em 1991; "La dama y el judicial" em 1994.
Graças ao seu desempenho e seu talento ela ganhou inúmeros prêmios entre eles estão: "Prémio ATCP" 1995 como melhor co-atuação dramática, "Prémio ACE" 1998, "Prémio Sol de Oro" 1999, "Prémio ACE" 1999, "Prémio Palmas de Oro" 2000, "Prémio Gran Águila de Venezuela" 2000 e "Los Premios Palmas de Oro" 2001.
No ano de 2005, Azela regressou a televisão na telenovela Contra viento y marea, interpretando "Apolonia", a antagonista principal da história.
Em 2010 participou da novela Llena de amor, também como antagonista principal
Em 2012 integrou o elenco da novela Cachito de cielo, interpretando a mãe da protagonista, desta vez uma personagem de bom caráter e compartilha cenas com Maite Perroni e Cynthia Klitbo.
Em 2014 interpretou a grande vilã da novela Yo no creo en los hombres. Em 2016 regressou as telenovelas em Vino el amor onde atua novamente com Cynthia Klitbo e como a vilã principal da história, a ambiciosa Lilian, mãe de Lisa (Laura Carmine) e Graciela (Kimberly Dos Ramos).

## Carreira

### Telenovelas
- Los hilos del pasado (2025-2026)
- La Jefa (2025) .... Maribel Ortiz
- El amor no tiene receta (2024) .... Elvira Moncada vda. de Manzur
- Cabo (2023) .... Lucía Alarcón Vda. de Noriega #2
- Mujer de nadie (2022) .... Alejandra Madrigal / de Arizmendi
- Los ricos también lloran (2022) .... Elena Suárez / de Salvatierra
- La desalmada (2021) .... Martina Fernández de Estudillo
- Como tú no hay dos (2020) .... Luz María Molina "Luchita" / de Ríos
- Médicos, línea de vida (2020) .... Paula Ruiz Ortega
- Cuna de lobos (2019) .... Gélica Andrade
- Falsa identidad (2018-2021) .... Ramona Flores / de Gaona
- Por amar sin ley (2018-2019) .... Paula Ruiz Ortega / de Ponce
- Vino el amor (2016-2017) .... Lilian Palacios
- Yo no creo en los hombres (2014-2015) .... Josefa Cabrera
- Cachito de cielo (2012) .... Teresa "Teté" de Franco de Landeros
- Llena de amor (2010) .... Fedra Curiel de Ruiz y de Teresa / Juana Felipa Pérez
- Sortilegio (2009) .... Elena Miranda de Krüger
- Mundo de fieras (2006) .... Dolores Farías
- Contra viento y marea (2005) .... Apolonia Rudell de Serrano
- Bajo la misma piel (2003) .... Regina Ortiz Escalante
- La otra (2002) .... Mireya Ocampo
- El Manantial (2001-2002) .... Francisca Rivero Montoya Vda. de Valdez
- Mi destino eres tú (2000) .... Isaura Becker
- Laberintos de pasión (1999-2000) .... Carmina Roldán Montero de Valencia
- La usurpadora (1998) .... Elvira
- La joya más preciada (1997)
- Tiempo de llorar (1996)
- Cañaveral de pasiones (1996) .... Dinorah Faberman de Santos
- Pobre niña rica (1995-1996) .... Ana Luisa Cañedo de Villagrán
- Sueños de muerte (1995) .... Adelina Juárez
- La última esperanza (1993)
- El árbol vacío (1991)

### Séries
- La rosa de Guadalupe (2011) ... (episódio "La Niña Sicario") .... Claudia
- Tiempo final - Temporada III (2009) - capítulo "Testigo"
- Mujeres asesinas (2009) .... (episódio María, pescadera) .... Blanca
- Central de abasto (2008)
- S.O.S.: Sexo y otros Secretos (2007) .... Lucia
- La joya más preciada (1997)
- Tiempo de llorar (1996)
- Mátalos Johnny (1991)
- El árbol vacío (1991)

### Obras de teatro
- El equilibrista (2008)
- Macbeth (2008)
- Orinoco (2007)
- Hombres (2005)
- La casa de Bernarda Alba (2002)
- Batas blancas no ofenden (1999)
- Quién le teme una Virginia Wolf (1995)
- Cena de matrimónios (1994)
- Trilogía amorosa (1993)
- Todos a la Piscina (1991)

### Filmes
- Lady rancho (2019)
- Tus feromonas me matan (2016)
- Agua Blanca (2014) - Rosario
- Ayer, hoy y siempre (2012) - Herodias
- Contratiempo (2011) - La Doña
- Al final del éxtasis (2011) - Carmen
- Tres trinqueteros de Acapulco (2006)
- El corrido de Luis Pulido (2004)
- Atrapada (2003)
- Espejo retrovisor (2002) - Madre de Paloma
- La tumba de un jinete (2000)
- Para matar al presidente (1999)
- Carmela la Michoacana (1998)
- Soy el jefe de jefes (1998)
- Por tu culpa (1998)
- El aguinaldo (1997)
- El gato de la sierra (1997)
- El sexenio de la muerte (1997) - Silvia
- La joya más preciada (1997)
- Tiempo de llorar (1996)
- Sueños de muerte (1995) - Adelina Juárez
- La risa en vacaciones 6 (1995) - Azela
- Los talacheros (1995)
- Atrapados en la venganza (1994)
- La risa en vacaciones 5 (1994) - Azela
- Las pasiones del poder (1994) - Mónica
- Suerte en la vida "La lotería III" (1994)
- Trampa de hielo (1994)
- Un indio quiere llorar (1994)
- El trono del infierno (1994)
- La risa en vacaciones 4 (1994) - Azela
- El águila real (1994)
- El salario de la muerte (1993)
- Pelea de colosos (1993)
- Entre el amor y la muerte (1993)
- Yo hice a Roque III (1993)
- Yo no la maté (1993)
- Dama de la noche (1993)
- Apocalipsis infernal (1993)
- Por error (1993)
- Dos fuerzas (1992)
- La dama y el judicial (1992)
- La furia del vengador (1992)
- La mula (1992)
- Cuentos de suspenso (1992)
- El bizcocho del panadero (1991) - Lupita
- Escuadrón suicida (1991)
- Judicial pero honrado (1991)
- Dos nacos en el planeta de las mujeres (1991)
- ¡Mátenme porque me muero! (1991) - Martina
- Fin de semana en Garibaldi (1991)
- El ninja mexicano (1991)
- Mujer de cabaret (1991)
- El extensionista (1991) - Rarotonga
- Alarido del terror (1991)
- Isla para tres (1991)
- Sabueso (1991)
- Mátalos, Johnny (1991)
- El árbol vacío (1991)
- Los insepultos (1991)
- Agua roja (1990)
- La mujer judicial (1990) - Jefe de banda
- Los cuates del Pirruris (1990)
- Investigador privado... muy privado (1990)
- Sor batalla (1990)
- Dos rateros de altura (1990)
- Los fugitivos (1990)
- Reportaje sangriento (1990)
- Traficantes del vicio (1990)

## Prêmios e Indicações
| Ano  | Festival                                                     | Categoría                         | Nomeacões                     | Resultado |
| ---- | ------------------------------------------------------------ | --------------------------------- | ----------------------------- | --------- |
| 1995 | Prêmios de la Agrupación de Críticos y Periodistas de Teatro | Melhor Atriz Coadjuvante em Drama | ¿Quién teme a Virginia Woolf? | Venceu    |
| 1997 | Prêmio TVyNovelas                                            | Melhor Atriz Antagônica           | Cañaveral de pasiones         | Indicada  |
| 2002 | Prêmios de la Agrupación de Críticos y Periodistas de Teatro | Melhor Atriz Coadjuvante em Drama | La casa de Bernarda Alba      | Venceu    |
| 2003 | Prêmio TVyNovelas                                            | Melhor Atriz Coadjuvante          | La otra                       | Indicada  |
| 2003 | Prêmios de la Agrupación de Críticos y Periodistas de Teatro | Melhor Atriz Coadjuvante          | Cena de matrimonio            | Venceu    |
| 2008 | Prêmios de la Agrupación de Críticos y Periodistas de Teatro | Melhor Atriz                      | Macbeth                       | Venceu    |
| 2011 | Prêmio TVyNovelas                                            | Melhor Atriz Antagônica           | Llena de amor                 | Indicada  |
| 2015 | Prêmio TVyNovelas                                            | Melhor Atriz Antagônica           | Yo no creo en los hombres     | Indicada  |
| 2015 | Prêmios Bravo                                                | Melhor Atriz Antagonista          | Yo no creo en los hombres     | Venceu    |
| 2017 | Prêmio TVyNovelas                                            | Melhor Atriz Antagônica           | Vino el amor                  | Venceu    |
| 2020 | Prêmio TVyNovelas                                            | Melhor Primeira Atriz             | Cuna de lobos                 | Pendente  |